# Jarmila Kratochvílová
Jarmila Kratochvílová (Golčův Jeníkov, 26. siječnja 1951.) je bivša čehoslovačka atletičarska specijalizirana za utrke na 400 i 800 metara. Osvajačica je srebrene olimpijske medalje u  Moskvi 1980. osvojene u utrci na 400 metara. 
26. srpnja 1983. na atletskom mitingu u Münchenu istrčala je svjetski rekord na 800 metara, 1:53.28, a koji do danas nije srušen.  Taj je njezin rekord do danas najdugovječniji svjetski rekord u atletici. Kratochvílová i Ruskinja Nadija Olizarenko (1:53.43, s OI u Moskvi 1980.) ostale su do danas jedine žene koje su dionicu od 800 metara istrčale ispod 1 minute i 54 sekunde.
Na Svjetskom prvenstvu u Helsinkiju 1983. postavila je svjetski rekord na 400 metara 47,99 taj rekord je srušila Njemica Marita Koch 1985. godine. Jarmila i Marita Koch su jedine žene koje su dionicu od 400 metara istrčale ispod 48 sekundi. Na istom natjecanju osvojila je zlato na 800 i srebro na 4x400 metara.
Zbog izrazito netipičnog stasa o Kratochvílovoj se govorilo da koristi doping.

## Vanjske poveznice
- Atletski profil na iaaf.org